# Fédération cycliste européenne

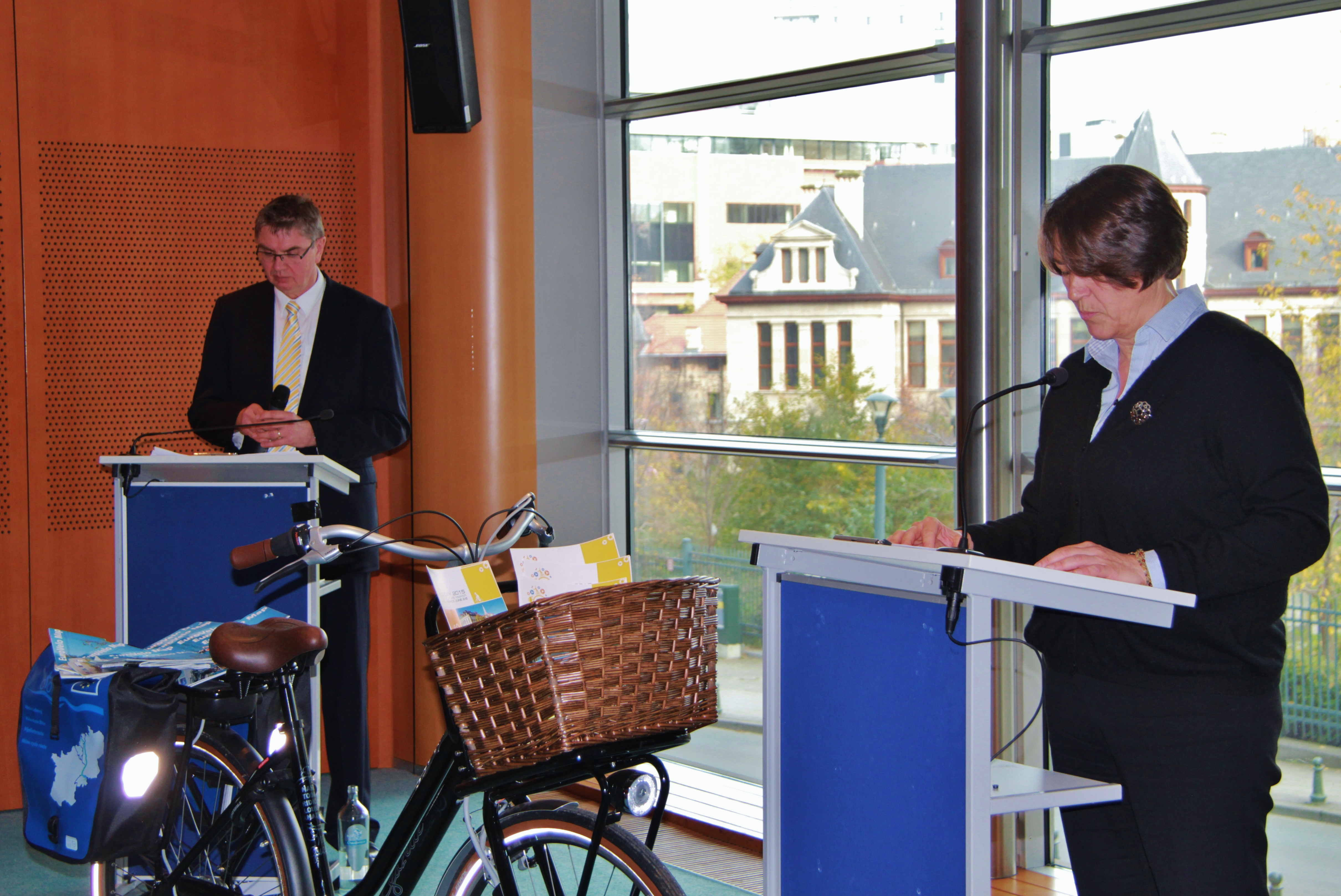

 (janvier 2015).
Si vous disposez d'ouvrages ou d'articles de référence ou si vous connaissez des sites web de qualité traitant du thème abordé ici, merci de compléter l'article en donnant les références utiles à sa vérifiabilité et en les liant à la section « Notes et références ».
Pour les articles homonymes, voir ECF.
La fédération cycliste européenne, ou selon les traductions : fédération européenne des cyclistes (en anglais : European Cyclists’ Federation ou ECF) est une association regroupant des organisations nationales ayant pour but de promouvoir la mobilité urbaine à vélo dans toute l'Europe.
Fondée en 1983 par 12 associations d'usagers de la bicyclette, l'ECF compte aujourd’hui 80 membres représentant plus d'un demi-million de personnes dans 38 pays.
L'ECF a pour objectif de défendre : 
- la promotion du cyclisme dans toute l'Europe et à l'étranger
- les politiques en faveur du vélo au niveau européen
- le cyclotourisme durable en tant que facteur économique
- le respect de l'environnement, la mobilité
- la pratique du vélo en tant que facteur de santé
- le cyclisme dans le cadre de l’intermodalité
- la sécurité des usagers vulnérables de la route

## Mission
L'ECF s’est engagée à veiller à ce que l'utilisation de la bicyclette atteigne son plein potentiel afin de promouvoir une mobilité durable et de générer un bien-être public. Pour atteindre ces objectifs, la fédération cherche à changer les attitudes, les politiques et les allocations budgétaires au niveau européen. Elle stimule et organise l'échange d'informations et de connaissances sur les transports cyclistes, sur les politiques, les stratégies ainsi que sur les travaux des organisations de cyclistes. 
(ECF : assemblée générale annuelle du 21/06/98, Trondheim)

## Organisation
L'ECF est une personne morale enregistrée en vertu de la loi belge comme une ASBL (Association sans but lucratif). Ses statuts sont publiés au Moniteur belge du 24 avril 1997.

### Assemblée générale
L'Assemblée générale annuelle (AGM), organe suprême de l'ECF, a traditionnellement lieu en mai ou juin. Elle est généralement suivie par 60 à 80 participants d'environ 20 à 25 pays.

### Le Comité de gestion
Le Comité de gestion (Board), élu chaque année par l'assemblée générale, comporte de 3 à 8 personnes. Il a un président, un trésorier et, éventuellement, un ou plusieurs vice-présidents.

## Projets et évènements

### Velo-city
Velo-city, communément reconnue comme la principale conférence internationale sur le vélo, joue depuis 1980 un rôle important dans la promotion de l'usage du vélo.
La spécificité de Velo-city est de ne pas seulement attirer un type de profession, mais de rassembler tous ceux qui sont impliqués dans la politique, la promotion et l’organisation des cyclistes. Cette diversité de personnes, de professions, des compétences et de l'expérience est un élément important de la réussite de la manifestation.
La prochaine conférence Velo-city se tiendra à Gand (Belgique) du 18 au 21 juin 2024.

### EuroVelo: un réseau cyclable pour l'Europe
Le réseau EuroVelo se compose aujourd’hui de 15 routes avec plus de 40 000 km de pistes cyclables praticables. Une fois terminé, il sera long de plus de 70 000 km. Le réseau comprend des pistes cyclables existantes et prévues au niveau régional et national traversant et unissant le continent européen.

### Cities for cyclists(Villes pour les cyclistes)
L'objectif de ce réseau de villes est de promouvoir le vélo comme moyen de transport en comparant les politiques et les pratiques de villes européennes cycle-friendly, ce qui permettra d'encourager les autres à suivre cet exemple.

## Lobbying
Dans le but d'influencer la position des autorités européennes, l'ECF travaille sur plusieurs sujets :

### Livre vert sur la mobilité urbaine
En 2007, la Commission européenne a lancé une consultation sur la mobilité urbaine. Dans ce cadre, l'ECF a rencontré le Vice-président et commissaire aux transports de la Commission européenne Jacques Barrot lors de la Journée européenne de la sécurité routière 2007. L'ECF a également publié une déclaration sur le projet de Plan d'action sur la mobilité urbaine (« Les villes vivables sont des villes à vélo ») et participe aux audiences publiques et aux conférences.

### Promotion du transport transfrontalier à vélo
Dans son document intitulé « La promotion du trafic cycliste transfrontalier », le Comité économique et social européen (CESE) recommande que le vélo soit  intégré dans la politique des transports et des infrastructures en général.

### L'intermodalité
Le transport de vélos dans les trains est de plus en plus difficile, en particulier dans les trains à grande vitesse tels que les ICE de la Deutsche Bahn et le Thalys. Les restrictions d'accès se sont étendues fin 2017 aux TGV-Est, aux TGV intersecteurs de la SNCF et aux TGV Lyria. En septembre 2007, le Parlement européen et le Conseil sont parvenus à une position commune sur le 3e paquet ferroviaire, qui comprend le règlement des chemins de fer sur les droits et obligations des voyageurs, déclare : « Les entreprises ferroviaires doivent permettre aux passagers de transporter des vélos dans les trains, le cas échéant avec frais, s'ils sont faciles à manipuler, si cela ne porte pas atteinte à la spécificité du service ferroviaire, et si le matériel roulant le permet. »

### Changement climatique
La question du changement climatique étant au premier rang de l'ordre du jour politique, l'ECF a pour tâche de rappeler aux hommes politiques le potentiel que peut jouer le vélo, véhicule à zéro émission. L'ECF rejette l'hypothèse que la réduction des émissions de CO2 dans le secteur du transport sera assurée par « l'écologisation » de la voiture. Ainsi, l'ECF a publié une déclaration qui précise : « Nous demandons à tous les politiciens et les fonctionnaires aujourd’hui de reconnaître l'importante contribution que le vélo peut et doit avoir face au changement climatique. S'il vous plaît travaillez avec nous pour atteindre ce potentiel et garantir une meilleure qualité de vie aujourd’hui et dans l'avenir. »

### Casques
L'ECF est contre le port obligatoire du casque, et s'abstient de promouvoir les casques. Le port du casque a pour conséquence de créer l'image que l’usage quotidien du vélo en milieu urbain est une activité dangereuse, ce qui n’est clairement pas le cas. Le moyen le plus efficace pour accroître la sécurité est de promouvoir le vélo : plus il y a de cyclistes, plus sûre est la route, les statistiques le montrent[réf. souhaitée].

### Plateforme européenne sur l'alimentation, l'activité physique et la santé
L'ECF souligne le fait que l'usage du vélo génère également des externalités positives dans le domaine de la santé. L'OMS recommande trente minutes d'activité quotidienne, qui peut être intégrée dans la routine quotidienne : l'ECF et ses organisations membres ont mis en place des projets tels que « Bike to Work » et « À l’école à vélo ».

## Membres
L’adhésion à l'ECF est ouverte aux organisations qui défendent le vélo comme moyen de transport quotidien ou comme loisir. L'adhésion est subordonnée à l'accord de la majorité des membres existants.
La pleine adhésion est ouverte aux groupes européens de cyclistes qui visent principalement à promouvoir le vélo comme un moyen de transport ou de loisirs, et qui ont payé l’adhésion. Cela leur donne droit de vote aux réunions.
Le statut de membre associé est ouvert aux groupes européens qui ne remplissent pas les critères d'adhésion à part entière, mais qui soutiennent les objectifs de l'ECF, organisations cyclistes de l'extérieur de l'Europe ou d'autres organismes ayant un intérêt dans le cyclisme. Ils paient les frais d’adhésion, reçoivent le matériel et assistent à l'AGM de mai, aux réunions des groupes de travail, mais n'ont pas droit de vote lors des réunions.
Les entreprises commerciales et les associations représentant les intérêts commerciaux qui souhaitent exprimer leur sympathie pour les objectifs de l'ECF ne peuvent devenir membre associés, mais le comité de gestion peut décider de leur accorder le statut de membre de soutien. L'abonnement varie en fonction du type d'organisation.

### Organisations membres
| Organisation                                                                 | Pays                          |
| ---------------------------------------------------------------------------- | ----------------------------- |
| ADFC (Allgemeiner Deutscher Fahrrad Club)                                    | Allemagne                     |
| ARGUS                                                                        | Autriche                      |
| Fietsersbond                                                                 | Belgique (Flandre/Bruxelles)  |
| Groupe de recherche et d'action des cyclistes quotidiens (GRACQ)             | Belgique (Wallonie-Bruxelles) |
| Centar za životnu sredinu                                                    | Bosnie-Herzégovine            |
| Udruga BICIKL                                                                | Croatie                       |
| Dansk Cyklist Forbund (DCF)                                                  | Danemark                      |
| ConBici                                                                      | Espagne                       |
| CCUB (Coordinadora Catalana d'Usuaris de la Bicicleta)                       | Espagne                       |
| Vänta Aga                                                                    | Estonie                       |
| HePo (Helsingin Polkupyöräilijät)                                            | Finlande                      |
| AF3V (Association française des véloroutes et voies vertes)                  | France                        |
| FUB, anciennement FUBicy (Fédération française des usagers de la bicyclette) | France                        |
| Filoi tou podèlatou (Les amis de la bicyclette)                              | Grèce                         |
| Magyar Kerékpárosklub (Club cycliste hongrois)                               | Hongrie                       |
| LHM (Landssamtök hjólreiðamanna - Fédération cycliste islandaise)            | Islande                       |
| Dublin Cycling Campaign                                                      | Irlande                       |
| FIAB (Federazione Italiana Amici della Bicicletta)                           | Italie                        |
| Latvijas Velocelojumu Informacijas Centre                                    | Lettonie                      |
| Lithuanian Cyclists' Community                                               | Lituanie                      |
| LVI (Lëtzebuerger Velos-Initiativ)                                           | Luxembourg                    |
| Cycling Touring Club Malta                                                   | Malte                         |
| SLF (Syklistenes Landsforening)                                              | Norvège                       |
| Fietsersbond (en)                                                            | Pays-Bas                      |
| Miasta dla rowerów (pl) (Fédération « Les villes pour les vélos »)           | Pologne                       |
| MUBi - Association pour la mobilité urbaine en vélo                          | Portugal                      |
| FPCUB (Federação Portuguesa Cicloturismo e Utilizadores de Bicicleta)        | Portugal                      |
| CCN (Clubul de Cicloturism Napoca)                                           | Roumanie                      |
| CCN (Cycle Campaign Network)                                                 | Royaume-Uni                   |
| CTC (Cyclists' Touring Club)                                                 | Royaume-Uni                   |
| Русский Клуб Велопутешествий (Club russe de cyclotourisme)                   | Russie                        |
| Велотранспортный союз (Union des transports à vélo)                          | Russie                        |
| Jugo Cikling Kampanja                                                        | Serbie                        |
| Slovenský Cykloklub                                                          | Slovaquie                     |
| Slovenska Kolesarska mreza (Réseau cycliste slovène)                         | Slovénie                      |
| Cykelfrämjandet                                                              | Suède                         |
| Pro Velo Suisse                                                              | Suisse                        |
| Cyklo Klub Kučera Znojmo                                                     | République tchèque            |
| Bisiklet Sevenler Derneği                                                    | Turquie                       |

### Membres associés
- Bicycle Federation of Australia (Australie)
- AEVV - EGWA, European Greenways Association (Belgique)
- Pro Velo (Belgique)
- T & E, Transport et Environnement (Belgique)
- Vélo Québec (Canada)
- Idéværkstedet De Frie Fugle (Danemark)
- I-ce- Interface for Cycling Expertise(Pays-Bas)
- FIS - Fietskaart Informatie Stichting (Pays-Bas)
- VCS / ATE  (Suisse)
- Sustrans (Head Office) (Royaume-Uni)
- Svensk Cycling An organization of cycle manufacturers, importers and bicycle dealers (Suède)
- Thunderhead Alliance  (États-Unis)
- PSWE Pomorskie Stowarzyszenie Wspólna Europa - Association poméranienne Europe commune (Pologne)
- FPDS Fundacja Partnerstwo dla środowiska - Fondation polonaise Partenariat pour l'environnement - Polish Environmental Partnership Foundation  (Pologne)
- One Street (États-Unis)
- Vélo & Territoires (France)